# 屏山北
屏山北（英語：Ping Shan North，代號M34）是香港元朗區議會下轄的選區，1991年設立，1999年起改為現名，2023年改制後取消，末代區議員為無黨籍鄉事派楊家安。

## 範圍
選區屏山鄉北部，故以此為名，包括多條鄉村，在東、北、西三個方向包圍天水圍新市鎮，與其接壤的選區的厦村、屏山中、北朗、十八鄉東、新田及錦綉花園，同時與多個天水圍選區以天水圍渠相隔，包括天盛、嘉湖南、瑞愛、瑞華、頌華、悅恩、富恩、逸澤、天恒以及宏逸，於北面的海岸更可眺望深圳。選區因應人口分佈而設有兩個投票站，分別是橫洲村公所以及沙江圍前沙江公立聯益學校。

## 沿革
屏山及廈村在1982年區議會選舉、1985年區議會選舉及1988年區議會選舉，劃為元朗西郊選區，議席亦由1982年的一席加到1985年的兩席。1991年區議會選舉，原本元朗西郊選區分拆為屏山和厦村兩個單議席選區，由於兩地屬於鄉郊，往往由鄉事派人士參選，當時屏山選區由1988年參選過的無黨派人士鄧潤廉對上楊兆康，結果由楊兆康1,631票多於1,292票的鄧潤廉當選。
1994年區議會選舉，屏山選區吸引到無黨派鄧慶業和梁德成參選，結果由鄧慶業以2,143票打敗梁德成的1,836票。
1999年區議會選舉，青山公路沿線屋苑發展，人口上升，故以青山公路劃分為南北兩個選區，鄧慶業選擇於屏山北爭取連任，選舉亦吸引到黃禮森參選，結果由鄧慶業以過半票當選。
2003年區議會選舉，黃禮森鄧慶業二人再次對壘，最終鄧慶業以1999年相若的票數勝出。
2007年區議會選舉，尋求連任的鄧慶業再度參選，對手是鄧鋼輝，鄧鋼輝當時得到鄭經翰支持，最終以1,865票多於鄧鋼輝的345票勝出。
2011年區議會選舉，鄧慶業再次參選，由於未有其他對手，鄧慶業自動當選。
2015年區議會選舉，青山公路以北沿線屋苑發展，人口較法定上限多，屏山北因而以橫洲劃分為屏山中、屏山北兩個選區，鄧慶業選擇於屏山中爭取連任，而屏山北吸引到鄧達善（屏山鄉鄉事委員會副主席，塘坊村村代表）和楊家安（屏山鄉鄉事委員會楊屋村村代表）參選，最終由楊以1,344票多於鄧達善的938票而勝出。
2019年區議會選舉，爭取連任的楊家安面對代表民主派的素人羅庭輝挑戰，結果楊家安僅以兩票之差險勝連任，亦是本屆區議會選舉票數最接近的一個選區。落敗的羅庭輝指票站主任在重點選票時被楊家安的支持者恐嚇，故申請選舉呈請。高院法官周家明於2021年9月29日頒令楊家安非妥為當選，該議席依法出缺，但政府一直拒絕舉辦補選，令議席懸空至選區被改制撤銷，楊亦成為該區末代議員。

## 歷屆議員
| 選區名稱 | 屆別                         | 議員   | 政治聯繫                            | 政治聯繫                            | 議員                                | 政治聯繫                            | 政治聯繫       |
| -------- | ---------------------------- | ------ | ----------------------------------- | ----------------------------------- | ----------------------------------- | ----------------------------------- | -------------- |
| 元朗西郊 | 1982年－1985年               | 陳泰祥 |                                     | 無黨籍                              | 定為單議席選區                      | 定為單議席選區                      | 定為單議席選區 |
| 元朗西郊 | 1985年－1988年               | 鄧潤廉 | 鄧合穩                              | 無黨籍                              |                                     | 無黨籍                              |                |
| 元朗西郊 | 1988年－1991年               | 張彥南 | 鄧合穩                              | 無黨籍                              |                                     | 無黨籍                              |                |
| 屏山     | 1991年－1994年               | 楊兆康 | 分拆出厦村選區後， 定為單議席選區   | 分拆出厦村選區後， 定為單議席選區   | 分拆出厦村選區後， 定為單議席選區   | 分拆出厦村選區後， 定為單議席選區   |                |
| 屏山     | 1994年－1999年               | 鄧慶業 | 分拆出厦村選區後， 定為單議席選區   | 分拆出厦村選區後， 定為單議席選區   | 分拆出厦村選區後， 定為單議席選區   | 分拆出厦村選區後， 定為單議席選區   |                |
| 屏山北   | 2000年－2003年               | 鄧慶業 | 分拆出屏山南選區後， 定為單議席選區 | 分拆出屏山南選區後， 定為單議席選區 | 分拆出屏山南選區後， 定為單議席選區 | 分拆出屏山南選區後， 定為單議席選區 |                |
| 屏山北   | 2004年－2007年               | 鄧慶業 | 分拆出屏山南選區後， 定為單議席選區 | 分拆出屏山南選區後， 定為單議席選區 | 分拆出屏山南選區後， 定為單議席選區 | 分拆出屏山南選區後， 定為單議席選區 |                |
| 屏山北   | 2008年－2011年               | 鄧慶業 | 分拆出屏山南選區後， 定為單議席選區 | 分拆出屏山南選區後， 定為單議席選區 | 分拆出屏山南選區後， 定為單議席選區 | 分拆出屏山南選區後， 定為單議席選區 |                |
| 屏山北   | 2012年－2015年               | 鄧慶業 | 分拆出屏山南選區後， 定為單議席選區 | 分拆出屏山南選區後， 定為單議席選區 | 分拆出屏山南選區後， 定為單議席選區 | 分拆出屏山南選區後， 定為單議席選區 |                |
| 屏山北   | 2016年－2019年               | 楊家安 | 分拆出屏山中選區後， 定為單議席選區 | 分拆出屏山中選區後， 定為單議席選區 | 分拆出屏山中選區後， 定為單議席選區 | 分拆出屏山中選區後， 定為單議席選區 |                |
| 屏山北   | 2020年－2021年9月27日        | 楊家安 | 分拆出屏山中選區後， 定為單議席選區 | 分拆出屏山中選區後， 定為單議席選區 | 分拆出屏山中選區後， 定為單議席選區 | 分拆出屏山中選區後， 定為單議席選區 |                |
| 屏山北   | 2021年9月28日－2023年12月3日 | 懸空   | 懸空                                | 懸空                                | 分拆出屏山中選區後， 定為單議席選區 | 分拆出屏山中選區後， 定為單議席選區 |                |

## 歷屆選舉結果
| 政党   | 政党     | 候选人    | 票数  | %     | ±      |
| ------ | -------- | --------- | ----- | ----- | ------ |
|        | 北區連線 | ①. 羅庭輝 | 2,219 | 49.98 | 不適用 |
|        | 獨立     | ②. 楊家安 | 2,221 | 50.02 | ▼8.88  |
| 多数票 | 多数票   | 多数票    | 2     | 0.05  | ▼17.75 |

| 政党   | 政党   | 候选人    | 票数  | %     | ±      |
| ------ | ------ | --------- | ----- | ----- | ------ |
|        | 獨立   | ①. 鄧達善 | 938   | 41.10 | 不適用 |
|        | 獨立   | ②. 楊家安 | 1,344 | 58.90 | 不適用 |
| 多数票 | 多数票 | 多数票    | 406   | 17.80 | 不適用 |

| 政党   | 政党   | 候选人 | 票数     | %      | ±      |
| ------ | ------ | ------ | -------- | ------ | ------ |
|        | 獨立   | 鄧慶業 | 自動當選 | 不適用 | 不適用 |
| 多数票 | 多数票 | 多数票 | 不適用   | 不適用 | 不適用 |

| 政党   | 政党   | 候选人    | 票数  | %     | ±      |
| ------ | ------ | --------- | ----- | ----- | ------ |
|        | 獨立   | ①. 鄧鋼輝 | 345   | 15.61 | 不適用 |
|        | 獨立   | ②. 鄧慶業 | 1,865 | 84.39 | 不適用 |
| 多数票 | 多数票 | 多数票    | 1,520‬ | 68.78 | 不適用 |

| 政党   | 政党   | 候选人    | 票数  | %     | ±      |
| ------ | ------ | --------- | ----- | ----- | ------ |
|        | 獨立   | ①. 黃禮森 | 1,378 | 41.02 | 不適用 |
|        | 獨立   | ②. 鄧慶業 | 1,981 | 58.98 | 不適用 |
| 多数票 | 多数票 | 多数票    | 609‬   | 17.96 | 不適用 |

| 政党   | 政党   | 候选人    | 票数  | %     | ±      |
| ------ | ------ | --------- | ----- | ----- | ------ |
|        | 獨立   | ①. 黃禮森 | 1,423 | 44.58 | 不適用 |
|        | 獨立   | ②. 鄧慶業 | 1,769 | 55.42 | 不適用 |
| 多数票 | 多数票 | 多数票    | 346   | 11.84 | 不適用 |

| 政党   | 政党   | 候选人 | 票数  | %     | ±      |
| ------ | ------ | ------ | ----- | ----- | ------ |
|        | 獨立   | 鄧慶業 | 2,143 | 53.86 | 不適用 |
|        | 獨立   | 梁德成 | 1,836 | 46.14 | 不適用 |
| 多数票 | 多数票 | 多数票 | 307   | 7.72  | 不適用 |

| 政党   | 政党   | 候选人 | 票数  | %     | ±      |
| ------ | ------ | ------ | ----- | ----- | ------ |
|        | 獨立   | 楊兆康 | 1,631 | 55.80 | 不適用 |
|        | 獨立   | 鄧潤廉 | 1,292 | 44.20 | 不適用 |
| 多数票 | 多数票 | 多数票 | 336   | 11.60 | 不適用 |

| 政党   | 政党   | 候选人 | 票数  | %     | ±      |
| ------ | ------ | ------ | ----- | ----- | ------ |
|        | 無黨派 | 張彥南 | 1,758 | 18.91 | 不適用 |
|        | 無黨派 | 鄧合穩 | 1,729 | 18.60 | 不適用 |
|        | 無黨派 | 鄧潤廉 | 1,560 | 16.78 | 不適用 |
|        | 無黨派 | 李池泰 | 1,548 | 16.65 | 不適用 |
|        | 無黨派 | 鄧兆煜 | 1,350 | 14.52 | 不適用 |
|        | 無黨派 | 陳錦添 | 1,350 | 14.52 | 不適用 |
| 多数票 | 多数票 | 多数票 | 169   | 1.82  | 不適用 |

| 政党   | 政党   | 候选人 | 票数  | %     | ±      |
| ------ | ------ | ------ | ----- | ----- | ------ |
|        | 無黨派 | 鄧潤廉 | 2,313 | 22.36 | 不適用 |
|        | 無黨派 | 鄧合穩 | 1,778 | 17.19 | 不適用 |
|        | 無黨派 | 陳遠華 | 1,660 | 16.05 | 不適用 |
|        | 無黨派 | 顏錦全 | 1,587 | 15.34 | 不適用 |
|        | 無黨派 | 林則文 | 1,301 | 12.58 | 不適用 |
|        | 無黨派 | 陳植良 | 1,019 | 9.85  | 不適用 |
|        | 無黨派 | 鄧乾丁 | 686   | 6.63  | 不適用 |
| 多数票 | 多数票 | 多数票 | 118   | 1.14  | 不適用 |

| 政党   | 政党   | 候选人 | 票数  | %     | ±      |
| ------ | ------ | ------ | ----- | ----- | ------ |
|        | 無黨派 | 陳泰祥 | 1,532 | 25.21 | 不適用 |
|        | 無黨派 | 陳遠華 | 1,342 | 22.08 | 不適用 |
|        | 無黨派 | 鄧伯南 | 1,274 | 20.96 | 不適用 |
|        | 無黨派 | 鄧合穩 | 1,117 | 18.38 | 不適用 |
|        | 無黨派 | 張忠昌 | 585   | 9.62  | 不適用 |
|        | 無黨派 | 鄧堂鏡 | 123   | 2.02  | 不適用 |
|        | 無黨派 | 陳振安 | 105   | 1.73  | 不適用 |
| 多数票 | 多数票 | 多数票 | 190   | 3.13  | 不適用 |

## 資料來源
1. ↑   (PDF). 香港特區政府憲報.   [2019-12-05]. （原始内容 (PDF)存档于2019-12-05）.
2. ↑   (PDF). 香港特區政府憲報.   [2019-12-05]. （原始内容 (PDF)存档于2020-08-20）.
3. ↑  . 香港特區政府憲報. 2019-09-24  [2019-12-05]. （原始内容存档于2019-12-05）.
4. ↑  . 香港電台. 2021-10-08  [2021-10-08]. （原始内容存档于2021-10-08）.
5. ↑  總選舉事務主任李柏康.  (PDF). 香港特區政府憲報. 2015-10-30  [2015-09-25]. （原始内容存档 (PDF)于2015-11-22）.
6. ↑  雷競璇、沈國祥 (编).  (PDF). 香港: 香港中文大學香港亞太研究所. 1995年: 147  [2021-09-29]. ISBN 962-441-519-6. （原始内容 (PDF)存档于2021-06-18）.
7. ↑  雷競璇、沈國祥 (编).  (PDF). 香港: 香港中文大學香港亞太研究所. 1995年: 231  [2021-09-29]. ISBN 962-441-519-6. （原始内容 (PDF)存档于2021-06-18）.
8. ↑  勞東來. . 眾新聞. 2021-09-28  [2021-09-29]. （原始内容存档于2021-09-28） （中文）.